# Ranunculus brevis
Ranunculus brevis är en ranunkelväxtart som beskrevs av P.J. Garnock-jones. Ranunculus brevis ingår i släktet ranunkler, och familjen ranunkelväxter. Inga underarter finns listade i Catalogue of Life.